# Danh sách tiểu hành tinh: 2401–2500
| Tên                  | Tên đầu tiên | Ngày phát hiện       | Nơi phát hiện            | Người phát hiện                                        |
| -------------------- | ------------ | -------------------- | ------------------------ | ------------------------------------------------------ |
| 2401 Aehlita         | 1975 VM2     | 2 tháng 11 năm 1975  | Nauchnij                 | T. M. Smirnova                                         |
| 2402 Satpaev         | 1979 OR13    | 31 tháng 7 năm 1979  | Nauchnij                 | N. S. Chernykh                                         |
| 2403 Šumava          | 1979 SQ      | 25 tháng 9 năm 1979  | Kleť                     | A. Mrkos                                               |
| 2404 Antarctica      | 1980 TE      | 1 tháng 10 năm 1980  | Kleť                     | A. Mrkos                                               |
| 2405 Welch           | 1963 UF      | 18 tháng 10 năm 1963 | Brooklyn                 | Đại học Indiana                                        |
| 2406 Orelskaya       | 1966 QG      | 20 tháng 8 năm 1966  | Nauchnij                 | Đài thiên văn vật lý thiên văn Krym                    |
| 2407 Haug            | 1973 DH      | 27 tháng 2 năm 1973  | Hamburg-Bergedorf        | L. Kohoutek                                            |
| 2408 Astapovich      | 1978 QK1     | 31 tháng 8 năm 1978  | Nauchnij                 | N. S. Chernykh                                         |
| 2409 Chapman         | 1979 UG      | 17 tháng 10 năm 1979 | Anderson Mesa            | E. Bowell                                              |
| 2410 Morrison        | 1981 AF      | 3 tháng 1 năm 1981   | Anderson Mesa            | E. Bowell                                              |
| 2411 Zellner         | 1981 JK      | 3 tháng 5 năm 1981   | Anderson Mesa            | E. Bowell                                              |
| 2412 Wil             | 3537 P-L     | 17 tháng 10 năm 1960 | Palomar                  | C. J. van Houten, I. van Houten-Groeneveld, T. Gehrels |
| 2413 van de Hulst    | 6816 P-L     | 24 tháng 9 năm 1960  | Palomar                  | C. J. van Houten, I. van Houten-Groeneveld, T. Gehrels |
| 2414 Vibeke          | 1931 UG      | 18 tháng 10 năm 1931 | Heidelberg               | K. Reinmuth                                            |
| 2415 Ganesa          | 1978 UJ      | 28 tháng 10 năm 1978 | Anderson Mesa            | H. L. Giclas                                           |
| 2416 Sharonov        | 1979 OF13    | 31 tháng 7 năm 1979  | Nauchnij                 | N. S. Chernykh                                         |
| 2417 McVittie        | 1964 CD      | 15 tháng 2 năm 1964  | Brooklyn                 | Đại học Indiana                                        |
| 2418 Voskovec-Werich | 1971 UV      | 16 tháng 10 năm 1971 | Hamburg-Bergedorf        | L. Kohoutek                                            |
| 2419 Moldavia        | 1974 SJ      | 19 tháng 9 năm 1974  | Nauchnij                 | L. I. Chernykh                                         |
| 2420 Čiurlionis      | 1975 TN      | 3 tháng 10 năm 1975  | Nauchnij                 | N. S. Chernykh                                         |
| 2421 Nininger        | 1979 UD      | 17 tháng 10 năm 1979 | Anderson Mesa            | E. Bowell                                              |
| 2422 Perovskaya      | 1968 HK1     | 28 tháng 4 năm 1968  | Nauchnij                 | T. M. Smirnova                                         |
| 2423 Ibarruri        | 1972 NC      | 14 tháng 7 năm 1972  | Nauchnij                 | L. V. Zhuravleva                                       |
| 2424 Tautenburg      | 1973 UT5     | 27 tháng 10 năm 1973 | Tautenburg Observatory   | F. Börngen, K. Kirsch                                  |
| 2425 Shenzhen        | 1975 FW      | 17 tháng 3 năm 1975  | Nanking                  | Purple Mountain Observatory                            |
| 2426 Simonov         | 1976 KV      | 26 tháng 5 năm 1976  | Nauchnij                 | N. S. Chernykh                                         |
| 2427 Kobzar          | 1976 YQ7     | 20 tháng 12 năm 1976 | Nauchnij                 | N. S. Chernykh                                         |
| 2428 Kamenyar        | 1977 RZ6     | 11 tháng 9 năm 1977  | Nauchnij                 | N. S. Chernykh                                         |
| 2429 Schürer         | 1977 TZ      | 12 tháng 10 năm 1977 | Đài thiên văn Zimmerwald | P. Wild                                                |
| 2430 Bruce Helin     | 1977 VC      | 8 tháng 11 năm 1977  | Palomar                  | E. F. Helin, E. M. Shoemaker                           |
| 2431 Skovoroda       | 1978 PF3     | 8 tháng 8 năm 1978   | Nauchnij                 | N. S. Chernykh                                         |
| 2432 Soomana         | 1981 FA      | 30 tháng 3 năm 1981  | Anderson Mesa            | E. Bowell                                              |
| 2433 Sootiyo         | 1981 GJ      | 5 tháng 4 năm 1981   | Anderson Mesa            | E. Bowell                                              |
| 2434 Bateson         | 1981 KA      | 27 tháng 5 năm 1981  | Lake Tekapo              | A. C. Gilmore, P. M. Kilmartin                         |
| 2435 Horemheb        | 4578 P-L     | 24 tháng 9 năm 1960  | Palomar                  | C. J. van Houten, I. van Houten-Groeneveld, T. Gehrels |
| 2436 Hatshepsut      | 6066 P-L     | 24 tháng 9 năm 1960  | Palomar                  | C. J. van Houten, I. van Houten-Groeneveld, T. Gehrels |
| 2437 Amnestia        | 1942 RZ      | 14 tháng 9 năm 1942  | Turku                    | M. Väisälä                                             |
| 2438 Oleshko         | 1975 VO2     | 2 tháng 11 năm 1975  | Nauchnij                 | T. M. Smirnova                                         |
| 2439 Ulugbek         | 1977 QX2     | 21 tháng 8 năm 1977  | Nauchnij                 | N. S. Chernykh                                         |
| 2440 Educatio        | 1978 VQ4     | 7 tháng 11 năm 1978  | Palomar                  | E. F. Helin, S. J. Bus                                 |
| 2441 Hibbs           | 1979 MN2     | 25 tháng 6 năm 1979  | Siding Spring            | E. F. Helin, S. J. Bus                                 |
| 2442 Corbett         | 1980 TO      | 3 tháng 10 năm 1980  | Kleť                     | Z. Vávrová                                             |
| 2443 Tomeileen       | A906 BJ      | 24 tháng 1 năm 1906  | Heidelberg               | M. F. Wolf                                             |
| 2444 Lederle         | 1934 CD      | 5 tháng 2 năm 1934   | Heidelberg               | K. Reinmuth                                            |
| 2445 Blazhko         | 1935 TC      | 3 tháng 10 năm 1935  | Crimea-Simeis            | P. F. Shajn                                            |
| 2446 Lunacharsky     | 1971 TS2     | 14 tháng 10 năm 1971 | Nauchnij                 | L. I. Chernykh                                         |
| 2447 Kronstadt       | 1973 QY1     | 31 tháng 8 năm 1973  | Nauchnij                 | T. M. Smirnova                                         |
| 2448 Sholokhov       | 1975 BU      | 18 tháng 1 năm 1975  | Nauchnij                 | L. I. Chernykh                                         |
| 2449 Kenos           | 1978 GC      | 8 tháng 4 năm 1978   | Cerro Tololo             | W. Liller                                              |
| 2450 Ioannisiani     | 1978 RP      | 1 tháng 9 năm 1978   | Nauchnij                 | N. S. Chernykh                                         |
| 2451 Dollfus         | 1980 RQ      | 2 tháng 9 năm 1980   | Anderson Mesa            | E. Bowell                                              |
| 2452 Lyot            | 1981 FE      | 30 tháng 3 năm 1981  | Anderson Mesa            | E. Bowell                                              |
| 2453 Wabash          | A921 SA      | 30 tháng 9 năm 1921  | Heidelberg               | K. Reinmuth                                            |
| 2454 Olaus Magnus    | 1941 SS      | 21 tháng 9 năm 1941  | Turku                    | Y. Väisälä                                             |
| 2455 Somville        | 1950 TO4     | 5 tháng 10 năm 1950  | Uccle                    | S. J. Arend                                            |
| 2456 Palamedes       | 1966 BA1     | 30 tháng 1 năm 1966  | Nanking                  | Purple Mountain Observatory                            |
| 2457 Rublyov         | 1975 TU2     | 3 tháng 10 năm 1975  | Nauchnij                 | L. I. Chernykh                                         |
| 2458 Veniakaverin    | 1977 RC7     | 11 tháng 9 năm 1977  | Nauchnij                 | N. S. Chernykh                                         |
| 2459 Spellmann       | 1980 LB1     | 11 tháng 6 năm 1980  | Palomar                  | C. S. Shoemaker                                        |
| 2460 Mitlincoln      | 1980 TX4     | 1 tháng 10 năm 1980  | Socorro                  | L. G. Taff, D. E. Beatty                               |
| 2461 Clavel          | 1981 EC1     | 5 tháng 3 năm 1981   | La Silla                 | H. Debehogne, G. DeSanctis                             |
| 2462 Nehalennia      | 6578 P-L     | 24 tháng 9 năm 1960  | Palomar                  | C. J. van Houten, I. van Houten-Groeneveld, T. Gehrels |
| 2463 Sterpin         | 1934 FF      | 10 tháng 3 năm 1934  | Williams Bay             | G. Van Biesbroeck                                      |
| 2464 Nordenskiöld    | 1939 BF      | 19 tháng 1 năm 1939  | Turku                    | Y. Väisälä                                             |
| 2465 Wilson          | 1949 PK      | 2 tháng 8 năm 1949   | Heidelberg               | K. Reinmuth                                            |
| 2466 Golson          | 1959 RJ      | 7 tháng 9 năm 1959   | Brooklyn                 | Đại học Indiana                                        |
| 2467 Kollontai       | 1966 PJ      | 14 tháng 8 năm 1966  | Nauchnij                 | L. I. Chernykh                                         |
| 2468 Repin           | 1969 TO1     | 8 tháng 10 năm 1969  | Nauchnij                 | L. I. Chernykh                                         |
| 2469 Tadjikistan     | 1970 HA      | 27 tháng 4 năm 1970  | Nauchnij                 | T. M. Smirnova                                         |
| 2470 Agematsu        | 1976 UW15    | 22 tháng 10 năm 1976 | Kiso                     | H. Kosai, K. Hurukawa                                  |
| 2471 Ultrajectum     | 6545 P-L     | 24 tháng 9 năm 1960  | Palomar                  | C. J. van Houten, I. van Houten-Groeneveld, T. Gehrels |
| 2472 Bradman         | 1973 DG      | 27 tháng 2 năm 1973  | Hamburg-Bergedorf        | L. Kohoutek                                            |
| 2473 Heyerdahl       | 1977 RX7     | 12 tháng 9 năm 1977  | Nauchnij                 | N. S. Chernykh                                         |
| 2474 Ruby            | 1979 PB      | 14 tháng 8 năm 1979  | Kleť                     | Z. Vávrová                                             |
| 2475 Semenov         | 1972 TF2     | 8 tháng 10 năm 1972  | Nauchnij                 | L. V. Zhuravleva                                       |
| 2476 Andersen        | 1976 JF2     | 2 tháng 5 năm 1976   | Nauchnij                 | N. S. Chernykh                                         |
| 2477 Biryukov        | 1977 PY1     | 14 tháng 8 năm 1977  | Nauchnij                 | N. S. Chernykh                                         |
| 2478 Tokai           | 1981 JC      | 4 tháng 5 năm 1981   | Tōkai                    | T. Furuta                                              |
| 2479 Sodankylä       | 1942 CB      | 6 tháng 2 năm 1942   | Turku                    | Y. Väisälä                                             |
| 2480 Papanov         | 1976 YS1     | 16 tháng 12 năm 1976 | Nauchnij                 | L. I. Chernykh                                         |
| 2481 Bürgi           | 1977 UQ      | 18 tháng 10 năm 1977 | Đài thiên văn Zimmerwald | P. Wild                                                |
| 2482 Perkin          | 1980 CO      | 13 tháng 2 năm 1980  | Harvard Observatory      | Harvard Observatory                                    |
| 2483 Guinevere       | 1928 QB      | 17 tháng 8 năm 1928  | Heidelberg               | M. F. Wolf                                             |
| 2484 Parenago        | 1928 TK      | 7 tháng 10 năm 1928  | Crimea-Simeis            | G. N. Neujmin                                          |
| 2485 Scheffler       | 1932 BH      | 29 tháng 1 năm 1932  | Heidelberg               | K. Reinmuth                                            |
| 2486 Metsähovi       | 1939 FY      | 22 tháng 3 năm 1939  | Turku                    | Y. Väisälä                                             |
| 2487 Juhani          | 1940 RL      | 8 tháng 9 năm 1940   | Turku                    | H. Alikoski                                            |
| 2488 Bryan           | 1952 UT      | 23 tháng 10 năm 1952 | Brooklyn                 | Đại học Indiana                                        |
| 2489 Suvorov         | 1975 NY      | 11 tháng 7 năm 1975  | Nauchnij                 | L. I. Chernykh                                         |
| 2490 Bussolini       | 1976 AG      | 3 tháng 1 năm 1976   | El Leoncito              | Felix Aguilar Observatory                              |
| 2491 Tvashtri        | 1977 CB      | 15 tháng 2 năm 1977  | Palomar                  | W. L. Sebok                                            |
| 2492 Kutuzov         | 1977 NT      | 14 tháng 7 năm 1977  | Nauchnij                 | N. S. Chernykh                                         |
| 2493 Elmer           | 1978 XC      | 1 tháng 12 năm 1978  | Harvard Observatory      | Harvard Observatory                                    |
| 2494 Inge            | 1981 LF      | 4 tháng 6 năm 1981   | Anderson Mesa            | E. Bowell                                              |
| 2495 Noviomagum      | 7071 P-L     | 17 tháng 10 năm 1960 | Palomar                  | C. J. van Houten, I. van Houten-Groeneveld, T. Gehrels |
| 2496 Fernandus       | 1953 TC1     | 8 tháng 10 năm 1953  | Brooklyn                 | Đại học Indiana                                        |
| 2497 Kulikovskij     | 1977 PZ1     | 14 tháng 8 năm 1977  | Nauchnij                 | N. S. Chernykh                                         |
| 2498 Tsesevich       | 1977 QM3     | 23 tháng 8 năm 1977  | Nauchnij                 | N. S. Chernykh                                         |
| 2499 Brunk           | 1978 VJ7     | 7 tháng 11 năm 1978  | Palomar                  | E. F. Helin, S. J. Bus                                 |
| 2500 Alascattalo     | 1926 GC      | 2 tháng 4 năm 1926   | Heidelberg               | K. Reinmuth                                            |